# Fanny Brice
Ne doit pas être confondu avec Elizabeth Brice
Pour les articles homonymes, voir Brice.
Fanny Brice, de son vrai nom  Fanie Borach, est une actrice et chanteuse américaine née le 29 octobre 1891 à New York (États-Unis) et morte le 29 mai 1951 à Beverly Hills (Los Angeles).

## Biographie
En 1912, Fanny Brice crée le personnage de Baby Snooks, une enfant de 4 ans qu'elle interprétera jusqu'à sa mort et qui lui vaudra un succès important. En effet, elle interprète ce rôle pour les Ziegfeld Follies en 1934 et en 1937 elle participe à sa première émission de radio en tant que Baby Snooks. Elle a été mariée avec l'escroc américain Nicky Arnstein, puis avec le promoteur de spectacles Billy Rose. En 1944, elle anime son propre programme The Baby Snooks Show qui perdure jusqu'au 22 mai 1951. Deux jours après, elle est victime d'un accident vasculaire cérébral dont elle meurt le 29 mai,.

## Filmographie
- 1928 : My Man : Fannie Brand
- 1929 : Night Club

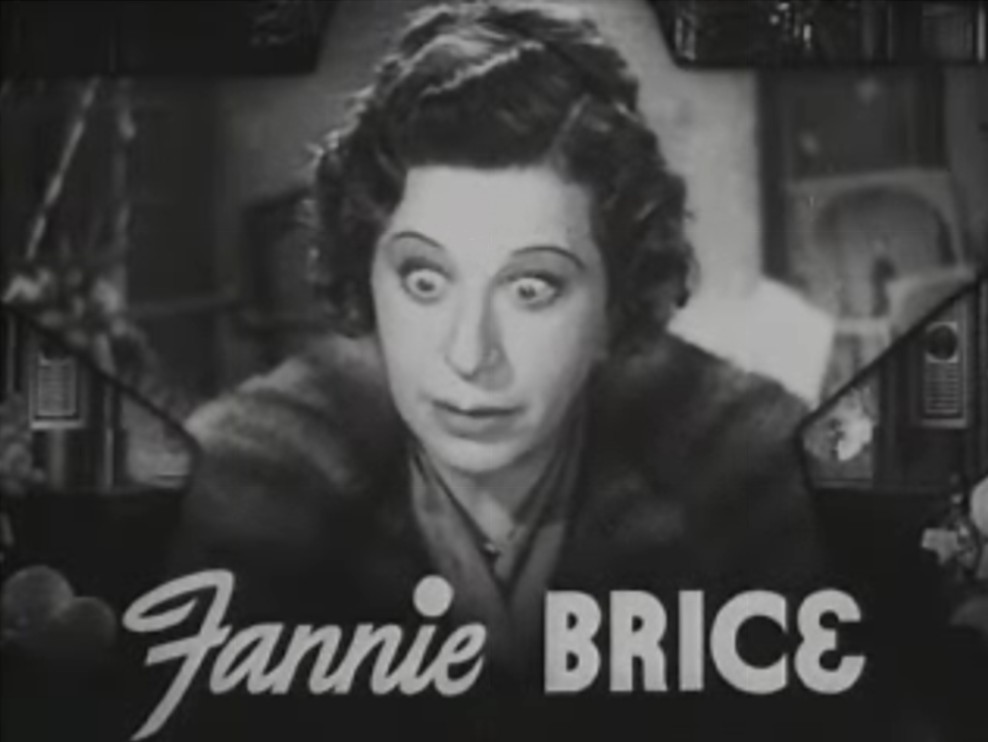
Fanny Brice dans Le Grand Ziegfeld

- 1930 : Be Yourself! : Fannie Field
- 1930 : The Man from Blankley's
- 1934 : Crime Without Passion : Extra in hotel lobby
- 1936 : Le Grand Ziegfeld (The Great Ziegfeld) de Robert Z. Leonard
- 1938 : Everybody Sing : Olga Chekaloff
- 1946 : Ziegfeld Follies de Vincente Minnelli : Norma - Sweestakes Ticket

## Postérité
C'est Barbra Streisand qui a incarné Fanny Brice dans la biographie musicale romancée de l'actrice, Funny Girl, créée à Broadway en 1964 et  adaptée au cinéma sous le même titre en 1968. La comédie musicale évoque en grande partie la vie amoureuse de l'artiste puis sa séparation avec l'escroc américain Nicky Arnstein.
En 1923, Fanny Brice chanteuse vedette des Ziegfeld Follies se fait refaire le nez. L'opération défraie la chronique aux États-Unis.